# Список екзопланет, відкритих до 2000 року
Список екзопланет, відкритих до 2000 року. Різні методи відмічені різними кольорами. Для екзопланет, відкритих методом зміни радіальних швидкостей, наведені мінімальні маси.
Умовні позначення в таблиці:
- МП - маса планети у масах Юпітера (MJ)
- РП - радіус планети у радіусах Юпітера (RJ)
- МЗ - маса материнської зорі у масах Сонця (M☉)
- P - орбітальний період в добах
- a - велика піввісь орбіти планети в а.о.
- ТП - температура поверхні планети або умовної поверхні для газових гігантів в кельвінах
- d - вістань від Землі до екзопланети у світлових роках.

У першій колонці в дужках наведена офіційна назва екзопланети за каталогом та власна назва в дужках. Також, якщо замість власної офіційної є власна неофіційна назва планети, то наводиться неофіційна назва.

## Таблиця
| Назва (власна назва)                  | МП       | РП   | P          | a        | ТП   | Метод відкриття     | Рік відкриття | d     | МЗ    | ТЗ   | Примітки                                                                    |
| ------------------------------------- | -------- | ---- | ---------- | -------- | ---- | ------------------- | ------------- | ----- | ----- | ---- | --------------------------------------------------------------------------- |
| 16 Лебедя Bb                          | 2.38     |      | 799.5      | 1.66     |      | радіальна швидкість | 1996          | 68.99 | 1.04  | 5750 |                                                                             |
| 23 Терезів b                          | 1.61     |      | 258.18     | 0.81     |      | радіальна швидкість | 1999          | 85.46 | 1.07  | 5736 |                                                                             |
| 47 Великої Ведмедиці b (Taphao Thong) | 2.53     |      | 1078       | 2.1      |      | радіальна швидкість | 1996          | 45.02 | 1.08  | 5892 |                                                                             |
| 51 Пегаса b (Dimidium)                | 0.46     |      | 4.230785   | 0.0527   |      | радіальна швидкість | 1995          | 50.45 | 1.12  | 5793 | Перша відкрита планета, що обертається навколо зорі головної послідовності. |
| 55 Рака b (Galileo)                   | 0.8306   |      | 14.65152   | 0.115227 | 700  | радіальна швидкість | 1996          | 41.06 | 0.905 | 5196 |                                                                             |
| 70 Діви b                             | 7.49     |      | 116.688    | 0.481    |      | радіальна швидкість | 1996          | 58.42 | 1.09  | 5495 |                                                                             |
| 109 Риб b                             | 6.383    |      | 1075.69    | 2.14     |      | радіальна швидкість | 1999          | 108.1 | 1.11  | 5600 |                                                                             |
| Гамма Цефея Ab (Tadmor)               | 1.85     |      | 903.3      | 2.05     |      | радіальна швидкість | 1988          | 44.16 | 1.4   | 4744 |                                                                             |
| Глізе 86 b                            | 4.42     |      | 15.76491   | 0.11     |      | радіальна швидкість | 1999          | 35.18 | 0.83  | 5182 |                                                                             |
| Глізе 876 b                           | 2.2756   |      | 61.1166    | 0.208317 |      | радіальна швидкість | 1998          | 15.25 | 0.32  | 3129 |                                                                             |
| HD 75289 b                            | 0.49     |      | 3.50927    | 0.05     | 1260 | радіальна швидкість | 1999          | 95.05 | 1.29  | 6117 |                                                                             |
| HD 89744 b                            | 8.35     |      | 256.78     | 0.917    |      | радіальна швидкість | 1999          | 126.2 | 1.86  | 6291 |                                                                             |
| HD 130322 b (Eiger)                   | 1.15     |      | 10.70871   | 0.0925   | 720  | радіальна швидкість | 1999          | 104.1 | 0.92  | 5387 |                                                                             |
| HD 168443 b                           | 7.659    |      | 58.11247   | 0.2931   |      | радіальна швидкість | 1998          | 129.4 | 0.995 | 5491 |                                                                             |
| HD 177830 b                           | 1.69     |      | 410.1      | 1.14     |      | радіальна швидкість | 1999          | 205.1 | 1.70  | 4901 |                                                                             |
| HD 187123 b (Beirut)                  | 0.523    |      | 3.0965828  | 0.0426   |      | радіальна швидкість | 1998          | 150.1 | 1.0   | 5830 |                                                                             |
| HD 192263 b                           | 0.56     |      | 24.3556    | 0.15     | 486  | радіальна швидкість | 1999          | 64.08 | 0.66  | 4976 |                                                                             |
| HD 195019 b                           | 3.98     |      | 18.20132   | 0.14     |      | радіальна швидкість | 1998          | 123   | 1.21  | 5751 |                                                                             |
| HD 209458 b (Osiris)                  | 0.73     | 1.39 | 3.52474859 | 0.04707  | 1459 | радіальна швидкість | 1999          | 157.8 | 1.23  | 6091 |                                                                             |
| HD 210277 b                           | 1.29     |      | 442.19     | 1.13     |      | радіальна швидкість | 1998          | 69.51 | 1.01  | 5538 |                                                                             |
| HD 217107 b                           | 1.30     |      | 7.12682    | 0.08     |      | радіальна швидкість | 1998          | 65.47 | 1.00  | 5622 |                                                                             |
| HD 222582 b                           | 8.37     |      | 572.38     | 1.34     |      | радіальна швидкість | 1999          | 137.7 | 1.12  | 5790 |                                                                             |
| Йотта Годинника b                     | 2.27     |      | 302.8      | 0.92     |      | радіальна швидкість | 1999          | 56.51 | 1.25  | 6167 | [ 2 ]                                                                       |
| PSR B1257+12 b (Draugr)               | 0.000063 |      | 25.262     | 0.19     |      | таймінг             | 1994          | ~2000 | 1.4   |      | Найменш масивна з відомих екзопланет                                        |
| PSR B1257+12 c (Poltergeist)          | 0.014    |      | 66.5419    | 0.36     |      | таймінг             | 1992          | ~2000 | 1.4   |      |                                                                             |
| PSR B1257+12 d (Phobetor)             | 0.012    |      | 98.2114    | 0.46     |      | таймінг             | 1992          | ~2000 | 1.4   |      |                                                                             |
| PSR B1620-26 b (Methuselah)           | 2.5      |      |            | 23.0     |      | таймінг             | 1993          | 12400 | 1.35  |      | Найстаріша з відомих екзопланет                                             |
| Ро Північної Корони b                 | 1.045    |      | 39.8458    | 0.2196   | 614  | радіальна швидкість | 1997          | 57.0  | 0.889 | 5627 |                                                                             |
| Тау Волопаса b                        | 5.95     |      | 3.3124568  | 0.049    |      | радіальна швидкість | 1996          | 51.07 | 1.34  | 6400 |                                                                             |
| Іпсилон Андромеди b (Saffar)          | 0.6876   |      | 4.617033   | 0.059222 |      | радіальна швидкість | 1996          | 43.74 | 1.3   | 6183 |                                                                             |
| Іпсилон Андромеди c (Samh)            | 1.981    |      | 241.258    | 0.827774 |      | радіальна швидкість | 1999          | 43.74 | 1.3   | 6183 |                                                                             |
| Іпсилон Андромеди d (Majriti)         | 4.132    |      | 1276.46    | 2.51329  |      | радіальна швидкість | 1999          | 43.74 | 1.3   | 6183 |                                                                             |

## Хибні відкриття
HD 114762 A b - червоний карлик, який раніше помилково вважався екзопланетою, будучи відкритим у 1989 році командою на чолі з Девідом Латамом.